# Mamoudou Mara
Mamoudou Mara (* 31. Dezember 1990 in Conakry) ist ein guineischer Fußballspieler.

## Vereinskarriere
Mara wuchs im westafrikanischen Land Guinea auf, begann dort mit dem Fußballspielen und trug als junger Erwachsener des Trikot des FC Bah aus der Landeshauptstadt Conakry. 2010 wurde er vom französischen Profiklub FCO Dijon verpflichtet, wenngleich er bei diesem lediglich für die zweite Mannschaft vorgesehen war. In der Reserveelf machte er durch gute Leistungen auf sich aufmerksam und schaffte zwar nicht den Sprung in die erste Auswahl des Vereins, doch wurde er im Januar 2012 vom Zweitligisten AC Arles-Avignon abgeworben.
Bei Arles-Avignon avancierte er nach seinem Wechsel direkt zum Leistungsträger in der Innenverteidigung und absolvierte am 14. Januar 2012 bei einem 1:0-Sieg gegen den ES Troyes AC im Alter von 21 Jahren seine erste Begegnung auf Zweitliganiveau, wobei er gleich über die vollen 90 Minuten zum Einsatz kam. Für den Rest der Saison blieb er in der Regel in der Innenverteidigung gesetzt, doch nach der Sommerpause spielte er mannschaftsintern kaum noch eine Rolle. Er stand im Verlauf der Spielzeit 2012/13 nur noch zwei Mal auf dem Platz, zuletzt am 2. November 2012 bei einer 1:4-Niederlage gegen Olympique Nîmes. In der nachfolgenden Saison wurde er überhaupt nicht mehr aufgeboten und dies führte am 31. Januar 2014 dazu, dass er das Arbeitsverhältnis freiwillig beendete und die Vereinslosigkeit vorzog.
In der Sommerpause 2014 ging er in die Schweiz; seither folgten mehrere Vereinswechsel in den beiden Ländern seiner Aktivität.

## Nationalmannschaft
Eine 1:2-Niederlage in einem Freundschaftsspiel gegen Kamerun stellte am 26. Mai 2012 Maras erste Begegnung dar, die er für die guineische Nationalelf bestreiten durfte. Dem folgten für den zum Zeitpunkt des Debüts 21-Jährigen anschließend regelmäßig weitere Einsätze bis zuletzt im Oktober 2013. Sein erstes Tor im Nationaldress gelang ihm am 15. August 2012 bei einem 2:1-Sieg gegen Marokko.